# Ambrogio Traversari
Ambrogio Traversari (16. září 1386, Portico di Romagna – 21. října 1439, Florencie) byl italský teolog, humanista a generální představený camaldolského řádu. Proslul jako překladatel řeckých textů, reformátor řeholního života a diplomat ve službách papeže Evžena IV.

## Život

### Původ a vzdělání
Ambrogio Traversari pocházel ze starobylé šlechtické rodiny z Portica v provincii Romagna. Rodina Traversari, jejíž urozený původ opěvoval i Dante Alighieri v Božské komedii, kdysi ovládala Ravennu. Sám Ambrogio se však k tomuto odkazu nikdy nehlásil a své rodové příslušnosti nepřikládal žádnou váhu.
V mládí navštěvoval školu v Galeatě, pravděpodobně se jednalo o klášter sv. Hilaria. Roku 1400, ve věku 14 let, vstoupil do camaldoliánského kláštera Santa Maria degli Angeli ve Florencii, kde strávil většinu života. Vynikal v literatuře a řečtině, osvojil si též iluminátorské umění. Studoval církevní otce i antické autory a stal se jednou z klíčových postav italského humanismu.

### Generální představený camaldolského řádu
Roku 1431 byl Traversari zvolen generálním představeným camaldolského řádu. Volbu přijal s jistými rozpaky, protože do té doby nezastával žádný vysoký úřad. Jeho hlavním úkolem bylo provést reformu řádu, která si kladla za cíl oživení původní benediktinské řehole a upevnění kázně.
Traversariho reformní snahy se setkaly s odporem části řádu, zejména eremitů, kteří se obávali, že reformy naruší jejich tradiční způsob života. Kláštery často trpěly nedisciplinovaností a upouštěním od přísných řeholních pravidel, což vedlo k rozvolnění komunitního života. Traversari se proto snažil zavést přísnější dodržování benediktinské řehole a upevnit kontrolu nad jednotlivými kláštery. Tento proces zahrnoval i opatření proti finančním nesrovnalostem a morálnímu úpadku některých řeholníků. Přesto se mu podařilo položit pevné základy pro budoucí reformy a postupně posílit roli centrálního vedení řádu.

### Diplomatická mise
Když v roce 1435 pověřil papež Evžen IV. Traversariho diplomatickou misí na basilejský koncil, z původně intelektuálně zaměřeného mnicha se stal vysoce postavený diplomat. Navštívil dvůr císaře Zikmunda Lucemburského v Stoličném Bělehradě, kde se snažil prosadit papežovu vůli – buď koncil rozpustit, nebo přesunout jednání na jiné místo. Jeho snaha však nebyla úspěšná.
Traversari se později úzce podílel také na jednáních vedoucích k vyhlášení unie mezi západní a východní církví v roce 1439. Překládal důležité dokumenty a pomáhal s tvorbou textu buly Laetentur Caeli, která oficiálně vyhlásila sjednocení církví. V rámci svého diplomatického působení udržoval kontakt s významnými osobnostmi v Itálii i na císařském dvoře a snažil se posílit jednotu církve proti rostoucímu konciliarismu.

## Překladatelská a intelektuální činnost
Traversari se proslavil jako vynikající překladatel, který zpřístupnil řeckou literaturu latinsky vzdělanému publiku. Jedním z jeho nejvýznamnějších překladů je Nebeský žebřík sv. Jana Klimaka, jenž se záhy stal klíčovým textem camaldoliánského řádu. Byl přesvědčen, že studium antických a patristických textů je nezbytné pro duchovní růst a reformu církve. Jeho práce ukazovala, že humanistické vzdělání a hluboká víra se mohou vzájemně doplňovat.
Dochovala se také rozsáhlá korespondence, která odhaluje jeho intelektuální vliv a významné kontakty. Traversari udržoval úzké vztahy s předními humanisty své doby, včetně Cosima a Lorenza de' Medici. Tyto styky mu umožnily nejen šířit překlady, ale také prosazovat myšlenky humanismu.

## Hodoeporicon
Deník Hodoeporicon představuje jeden z nejcennějších pramenů k poznání Traversariho života. Jedná se o podrobný dokument přibližující každodenní dění v klášteře i mimo něj. Zaznamenal zde reformní úsilí v camaldolském řádu, vnitřní spory i svou snahu o obnovu mnišského života.
Postupem času se deník stal také důležitým zdrojem informací o jeho diplomatických aktivitách. Popsal v něm jednání na basilejském koncilu, reflektoval i postoje klíčových politických aktérů, což z Hodoeporiconu činí jedinečný historický dokument.
Neomezoval se však jen na oficiální záznamy – věnoval prostor i osobním postřehům z cest, návštěv klášterů a knihoven. Díky jeho zápiskům dnes máme podrobný vhled do myšlenkového a duchovního světa jedné z nejvýznamnějších postav italského humanismu.

## Smrt a odkaz
Ambrogio Traversari zemřel 21. října 1439 v camaldolském klášteře sv. Salvátora. Krátce nato si jeho korespondenci vyžádal Cosimo de' Medici, který si dobře uvědomoval její význam.
Traversariho intelektuální a reformační úsilí mělo dlouhodobý dopad na camaldolský řád i širší humanistické hnutí. Překladatelskou činností přispěl k rozšíření znalosti řecké literatury v západní Evropě a jeho reformy ovlivnily směřování mnišského života.
Řád camaldolů si jeho památku připomíná 20. listopadu.